# Leucania obscurata
Leucania obscurata är en fjärilsart som beskrevs av Arnold Spuler 1906. Leucania obscurata ingår i släktet Leucania och familjen nattflyn. Inga underarter finns listade i Catalogue of Life.